# CRYZ
CRYZ (англ. Crystallin zeta) – білок, який кодується однойменним геном, розташованим у людей на короткому плечі 1-ї хромосоми.  Довжина поліпептидного ланцюга білка становить 329 амінокислот, а молекулярна маса — 35 207.
| 10         |  | 20         |  | 30         |  | 40         |  | 50         |
| ---------- |  | ---------- |  | ---------- |  | ---------- |  | ---------- |
| MATGQKLMRA |  | VRVFEFGGPE |  | VLKLRSDIAV |  | PIPKDHQVLI |  | KVHACGVNPV |
| ETYIRSGTYS |  | RKPLLPYTPG |  | SDVAGVIEAV |  | GDNASAFKKG |  | DRVFTSSTIS |
| GGYAEYALAA |  | DHTVYKLPEK |  | LDFKQGAAIG |  | IPYFTAYRAL |  | IHSACVKAGE |
| SVLVHGASGG |  | VGLAACQIAR |  | AYGLKILGTA |  | GTEEGQKIVL |  | QNGAHEVFNH |
| REVNYIDKIK |  | KYVGEKGIDI |  | IIEMLANVNL |  | SKDLSLLSHG |  | GRVIVVGSRG |
| TIEINPRDTM |  | AKESSIIGVT |  | LFSSTKEEFQ |  | QYAAALQAGM |  | EIGWLKPVIG |
| SQYPLEKVAE |  | AHENIIHGSG |  | ATGKMILLL  |  |            |  |            |

A: Аланін

C: Цистеїн

D: Аспарагінова кислота

E: Глутамінова кислота

F: Фенілаланін

G: Гліцин

H: Гістидин

I: Ізолейцин

K: Лізин

L: Лейцин

M: Метіонін

N: Аспарагін

P: Пролін

Q: Глутамін

R: Аргінін

S: Серин

T: Треонін

V: Валін

W: Триптофан

Кодований геном білок за функціями належить до оксидоредуктаз, фосфопротеїнів. 
Задіяний у таких біологічних процесах як поліморфізм, ацетиляція. 
Білок має сайт для зв'язування з РНК, НАДФ. 
Локалізований у цитоплазмі.